# Julia Montes
Mara Hautea Schnittka, também conhecida pelo pseudônimo Julia Montes (Quezon, 19 de março de 1995) é uma atriz filipina.

## Filmografia

### Televisão
| Televisão    | Televisão                          | Televisão                                                                 | Televisão   | Televisão |
| Ano          | Título                             | Papel                                                                     | Emissora    |           |
| ------------ | ---------------------------------- | ------------------------------------------------------------------------- | ----------- | --------- |
| 2018         | Asintado                           | Juliana "Ana" Dimasalang / Juliana Ramirez and Stella Dela Torre-Guerrero | ABS-CBN     |           |
| 2015-2017    | Doble Kara                         | Kara Dela Rosa-Acosta / Sara Suarez-Ligaya                                | ABS-CBN     |           |
| 2013         | Muling Buksan Ang Puso             | Sarah                                                                     | ABS-CBN     |           |
| 2013         | Maalaala Mo Kaya: Krus             | Diana                                                                     | ABS-CBN     |           |
| 2012         | Walang Hanggan                     | Katerina Alcantara-Guidotti-Montenegro                                    | ABS-CBN     |           |
| 2011–2012    | Growing Up                         | Tammy Magtoto                                                             | ABS-CBN     |           |
| 2011         | Wansapanataym: Unli-Gift Box       | Star De Jesus                                                             | ABS-CBN     |           |
| 2011         | Wansapanataym: Three-In-One        | Trina Santa Romindo                                                       | ABS-CBN     |           |
| 2011         | Laugh Out Loud                     | Ela mesma                                                                 | ABS-CBN     |           |
| 2010–present | ASAP                               | Ela mesma                                                                 | ABS-CBN     |           |
| 2010         | Shoutout!                          | Ela mesma                                                                 | ABS-CBN     |           |
| 2010–2011    | Mara Clara                         | Clara Del Valle/Clara David                                               | ABS-CBN     |           |
| 2010         | Gimik 2010                         | Mara                                                                      | ABS-CBN     |           |
| 2010         | Katorse                            | Nellie                                                                    | ABS-CBN     |           |
| 2010         | The Substitute Bride               | Young Wilda Abrantes                                                      | ABS-CBN     |           |
| 2009         | Maalaala Mo Kaya: Lubid            | (Gerald Anderson) Jerome's sister                                         | ABS-CBN     |           |
| 2009         | Komiks Presents: Nasaan Ka Maruja? | Maura                                                                     | ABS-CBN     |           |
| 2009         | Maalaala Mo Kaya: Diary            | Young Babette                                                             | ABS-CBN     |           |
| 2008         | Ligaw na Bulaklak                  | Young Janet/Jennifer                                                      | ABS-CBN     |           |
| 2008         | Maalaala Mo Kaya: Leather Shoes    | Ricardo's Sister                                                          | ABS-CBN     |           |
| 2008         | I Love Betty La Fea                | Young Daniella Valencia                                                   | ABS-CBN     |           |
| 2008         | Maalaala Mo Kaya: Card             | Abby                                                                      | ABS-CBN     |           |
| 2005–2008    | Goin' Bulilit                      | Ela mesma                                                                 | ABS-CBN     |           |
| 2004         | Hiram                              | Young Stephanie Borromeo                                                  | ABS-CBN     |           |
| 2003         | Sana Ay Ikaw Na Nga                | Danica                                                                    | GMA Network |           |

### Cinema
| Filmes | Filmes             | Filmes               | Filmes                   |
| Ano    | Título             | Papel                | Companhia                |
| ------ | ------------------ | -------------------- | ------------------------ |
| 2013   | A Moment In Time   | Jillian Linden       | Star Cinema              |
| 2012   | The Strangers      | Patricia             | Quantum Films            |
| 2012   | The Reunion        | Ligaya               | Star Cinema              |
| 2011   | Way Back Home      | Jessica Santiago     | Star Cinema              |
| 2009   | T2                 | Julia/Engkanto       | Star Cinema              |
| 2008   | Caregiver          | Ana                  | Star Cinema              |
| 2007   | Bahay Kubo         | Young Lily           | Regal Films              |
| 2007   | Paano Kita Iibigin | Lance's young sister | Star Cinema / Viva Films |